# Konrád z Krosigku
 Konrád z Krosigku (německy Konrad von Krosigk, † 21. června 1225 klášter Sittichenbach) byl biskupem v Halberstadtu a účastníkem čtvrté křížové výpravy. Během svého působení na kruciátě nashromáždil mnohé svaté ostatky, jež jsou dnes v pokladnici halberstadtského dómu.
Narodil se jako syn Deda II. z Krosigku a roku 1201 se stal děkanem v Halberstadtu. Téhož roku byl po smrti biskupa Bertolda zvolen jeho nástupcem. Pro svou loajalitu ke švábskému vévodovi Filipovi ve sporu o trůn říše římské byl papežem prosazujícím Otu Brunšvického exkomunikován a následně se rozhodl přidat ke křížové výpravě. Křižáckou přísahu složil 7. dubna 1202.
| „ | ... usoudiv, že padnout do rukou Božích je rozumnější než padnout do rukou lidí... | “ |
| — |                                                                                    |   |

Zemřel v červnu 1225 jako cisterciácký mnich v klášteře Sittichenbach.